# Elegante honingvlokreeft
De elegante honingvlokreeft (Melita nitida) is een vlokreeftje uit de familie Melitidae. De wetenschappelijke naam van de soort werd in 1813  voor het eerst geldig gepubliceerd door Sidney Irving Smith.

## Voorkomen
De elegante honingvlokreeft is inheems aan de oostkust van Noord-Amerika, van de Saint Lawrencebaai in Canada tot de Caribische kust van Colombia. Geïntroduceerde populaties zijn bekend van de westkust (British Columbia tot Californië) en Europa (Nederland, Vlaanderen en Duitsland). Het leeft in estuariene omgevingen waar het kan worden gevonden op wadplaten, intergetijdengesteenten, zeewierbladeren, dokdobbers en palen. Het kan zijn geïntroduceerd via door mensen gemedieerde vectoren, waaronder ballastwater en rompaangroei op commerciële schepen, als aas verpakt in zeewier of via oestertransplantaties.